# Prostřední mlýn ve Vlčkovicích
Prostřední mlýn ve Vlčkovicích v okrese Trutnov je zaniklý vodní mlýn, který stál na potoce  Drahyně v místní části Horní Vlčkovice. V letech 1958–1990 byl chráněn jako nemovitá kulturní památka České republiky.

## Historie
Mlýny byly ve Vlčkovicích zaznamenány roku 1695; v tom roce majitel panství František Antonín hrabě Špork pronajal nebo prodal kromě dalších mlýnů: „dva ve Vlčkovicích pronajal jeden-horní mlýn Kryštofu Hawlovi a prostřední mlýn Jiříku Hawlovi za roční nájem 25 florenů a 30 florenů. Třetí vlčkovický mlýn Na Hrázi-dolní-rybniční hrabě prodal“.
Přestavbou prošel na přelomu 18. a 19. století. Zaznamenán byl ještě roku 1963; v roce 1990 byla zrušena jeho památková ochrana a před rokem 2009 zanikl. Zděný přízemní mlýn byl ve střední části patrový s podkrovím a s vikýři v podstřeší.